# Токмово (селище)
То́кмово (рос. Токмово, ерз. Токмово) — селище у складі Ковилкінського району Мордовії, Росія. Входить до складу Краснопрісненського сільського поселення.
Населення — 24 особи 2010; 30 у 2002).
Національний склад станом на 2002 рік:
- росіяни — 93 %